# Бойня (фильм, 2009)
«Бойня» (англ. Slaughter) — триллер режиссёра Стюарта Хоупвелла, вышедший на экраны в 2009 году.

## Сюжет
Молодая девушка по имени Фэйт решает сбежать от своего парня. Она переезжает в другой город. Решив развеяться, Фэйт идёт в ночной клуб, где замечает молодую девушку, ссорящуюся со своим спутником. Девушка пытается уйти, но парень грубо хватает её за руку. Решив помочь незнакомке, Фэйт подходит к паре и делает вид, будто эта девушка её давняя подруга. Незнакомка подыгрывает, и вместе они уходят. Девушка представляется Лолой и благодарит Фэйт за помощь. Узнав, что она только что приехала в этот город, Лола предлагает пожить у неё на семейной ферме, а заодно и подзаработать немного денег, помогая в сельскохозяйственных работах. Фэйт с радостью соглашается.
Приехав на ферму Фэйт сразу же замечает некоторые странности. Например Лола не общается со своим отцом. Если же ей надо что либо сообщить ему, она передаёт это через братьев. Отец Лолы проживает не в общем доме, а в небольшой комнатушке, оборудованной в здании скотобойни.
У Лолы нет постоянного партнёра, поэтому девушка знакомится в клубах с мужчинами для одноразовых связей. Сама Лола говорит, будто все мужчины, что у неё были уезжают и никогда больше не звонят ей. Однако Фэйт, после череды пугающих инцидентов решает, что пределов фермы эти мужчины не покидали, а были убиты отцом Лолы. Фэйт незаметно пробирается в его комнату, чтобы найти доказательства. Там она находит множество фотографий эротического содержания, на которых изображена маленькая девочка. Фэйт понимает, что эта девочка — Лола. Она начинает искренне жалеть подругу, пережившую в детстве такую трагедию, как отец-педофил. Однако вскоре, чувство жалости к Лоле сменяется страхом…

## В ролях
- Люси Холт — Лола
- Эми Шилз — Фэйт
- Крэйг Роберт Янг — Кайл
- Вэнс Дэниелс — Джимми
- Максим Найт — Корт
- Антония Бернат
- Дэнис Стефан
- Дэвид Стерн
- Кристи Хогас
- Андрей Арадитц
- Ингрид Бису
- С.Дж. Сингер